# ポドール県
ポドール県(ポドールけん、Département de Podor)はセネガル共和国サンルイ州にある県。ポドール、ンジャンダン、ンジュム、ゴレレの4市とカスカス郡、ガマジ・サレ郡、サルデ郡、チレ・ババカル郡からなる。